# Amy Acker
Amy Louise Acker (Dallas, 5 december 1976) is een Amerikaans actrice. Ze won voor haar rol in de televisieserie Angel in 2004 een Saturn Award, waarvoor ze ook in 2002, 2003 en 2005 werd genomineerd.

## Carrière
Acker vertolkte onder meer het personage Winifred 'Fred' Burkle in 63 afleveringen van de Amerikaanse televisieserie Angel, waarin ze daarna nog zeven afleveringen Illyria speelde. Hiervoor won ze in 1999 de Saturn Award voor 'beste vrouwelijke bijrol'. Een jaar na afloop van Angel was ze te zien in het laatste seizoen van Alias, als Kelly Peyton. Van 2012 tot 2016 speelde Acker Samantha Groves in Person of Interest.
Acker trouwde in 2003 met acteur James Carpinello. Het paar heeft een zoon en een dochter.

## Prijzen
2004 - Saturn Award
- Beste vrouwelijke bijrol in een televisieserie